# Jean Le Mesurier
Pour les articles homonymes, voir Le Mesurier.
Jean Le Mesurier ou John Le Mesurier (1781–1843), est le dernier gouverneur héréditaire de l'île d'Aurigny, dépendante du bailliage de Guernesey. 

## Biographie
Jean Le Mesurier fut le dernier gouverneur héréditaire de l'île d'Aurigny qui eut une succession de gouverneurs issus de la même famille de notable d'origine normande, les Le Mesurier. En effet, après la mort du gouverneur d'Aurigny, Edmund Andros, la famille Le Mesurier continua à remplir la charge de gouverneurs héréditaires jusqu'en 1825, quand Jean Le Mesurier vendit le titre à la Couronne d'Angleterre en échange d'une rente qui sera perçu jusqu'en 1862. À partir de 1825, les États d'Aurigny se dote d'une assemblée élue avec un Président des États d'Aurigny à sa tête.
Jean Le Mesurier abandonna cette fonction en 1825. Il demeura néanmoins officier de l'armée britannique. Il était le cousin de Thomas Le Mesurier (1756 – 14 juillet 1822), avocat et prêtre de l'église anglicane et fils d'un autre Jean Le Mesurier.
Jean Le Mesurier a un fils, portant le même prénom, Jean Le Mesurier, qui fut révérend de l'église Saint-Anne d'Aurigny qu'il fit édifier et consacrer en 1850. 